# Nemipteridae
Ne doit pas être confondu avec Nemopteridae.
Famille
Les Nemipteridae sont une famille des poissons téléostéens perciformes.

## Description et caractéristiques
On trouve ces poissons carnivores dans l'Indo-Pacifique tropical et subtropical. Plusieurs espèces font l'objet d'une pêche commerciale. La famille compte 67 espèces connues.

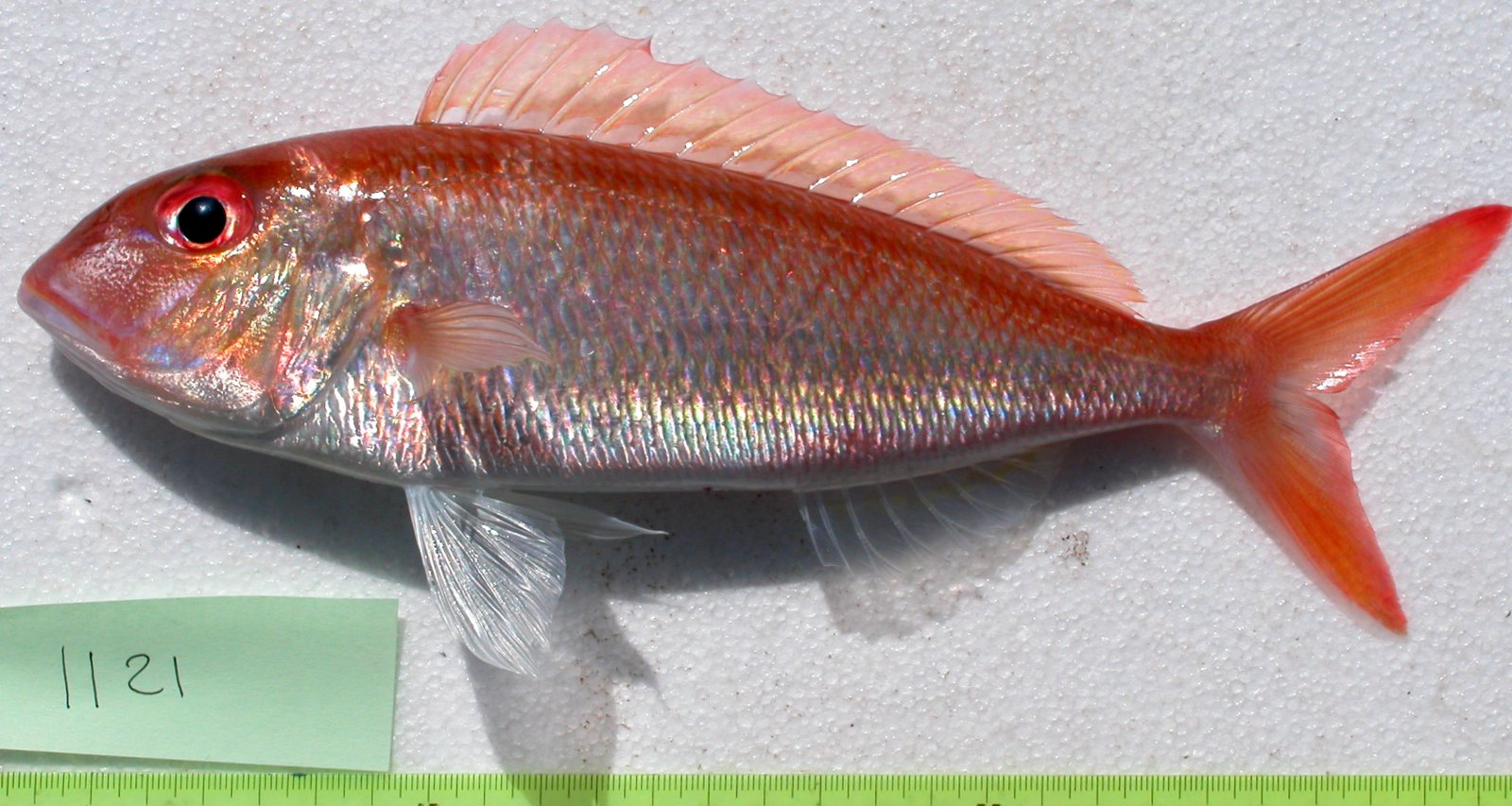
Nemipterus furcosus.
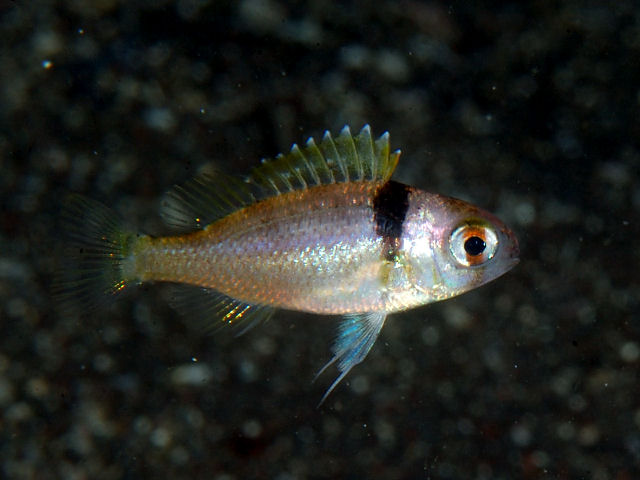
Parascolopsis eriomma.
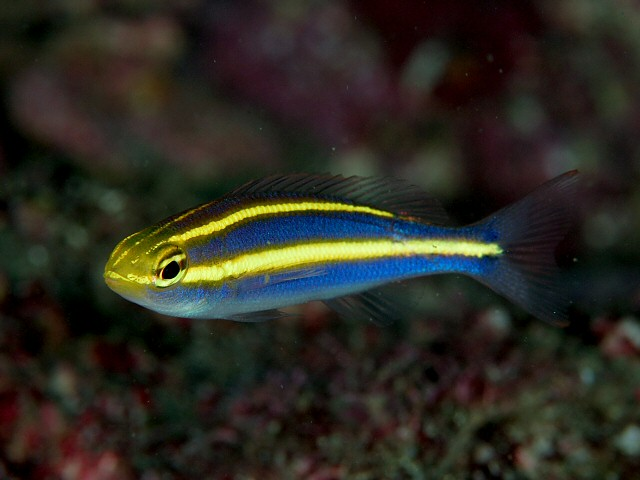
Pentapodus caninus.
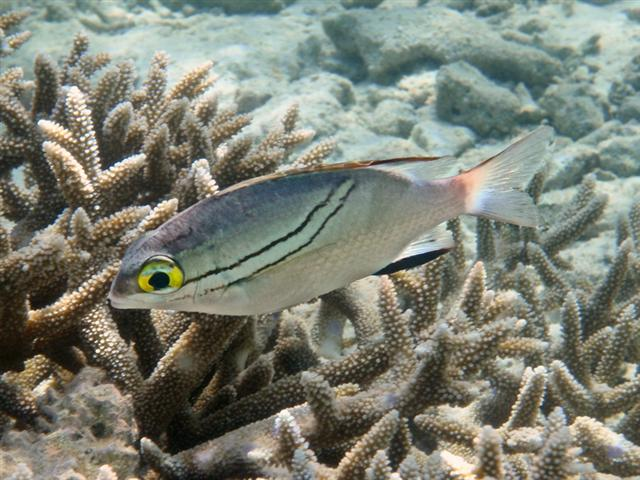
Scolopsis bilineata.

## Liste des genres
Selon World Register of Marine Species (30 janvier 2021) :
- genre Nemipterus Swainson, 1839
- genre Parascolopsis Boulenger, 1901
- genre Pentapodus Quoy & Gaimard, 1824
- genre Scaevius Whitley, 1947
- genre Scolopsis Cuvier, 1814